# Birger Akner
Erik Birger Akner, född 9 februari 1920 i Sala, Västmanlands län, död 4 april 2014 i Solna, Stockholms län, var en svensk civilingenjör och företagsledare inom kraftindustrin.
Akner, som var son till stationsmästare Einar Akner och Betty Olsson, utexaminerades från Kungliga Tekniska högskolan 1948, var anställd vid Statens Vattenfallsverk 1942–1953, överingenjör vid AB Skandinaviska Elverk 1953–1960, verkställande direktör för AB Gotlands Kraftverk 1961–1971, för Gullspångs Kraft AB 1972–1984, för Mellansvenska kraftgruppen AB 1985–1987 och för Gulsele AB 1985–1987. Han skrev memoarerna  Birger Akner. Berättelsen om hans levnad och klassresa (2014).